# Cantone di Dozulé
Il Cantone di Dozulé era una divisione amministrativa dell'arrondissement di Lisieux.
A seguito della riforma approvata con decreto del 17 febbraio 2014, che ha avuto attuazione dopo le elezioni dipartimentali del 2015, è stato soppresso.

## Composizione
Comprendeva i comuni di:
- Angerville
- Annebault
- Auberville
- Basseneville
- Bourgeauville
- Branville
- Brucourt
- Cresseveuille
- Cricqueville-en-Auge
- Danestal
- Dives-sur-Mer
- Douville-en-Auge
- Dozulé
- Gonneville-sur-Mer
- Goustranville
- Grangues
- Heuland
- Houlgate
- Périers-en-Auge
- Putot-en-Auge
- Saint-Jouin
- Saint-Léger-Dubosq
- Saint-Pierre-Azif
- Saint-Samson
- Saint-Vaast-en-Auge